# 洛根市政府

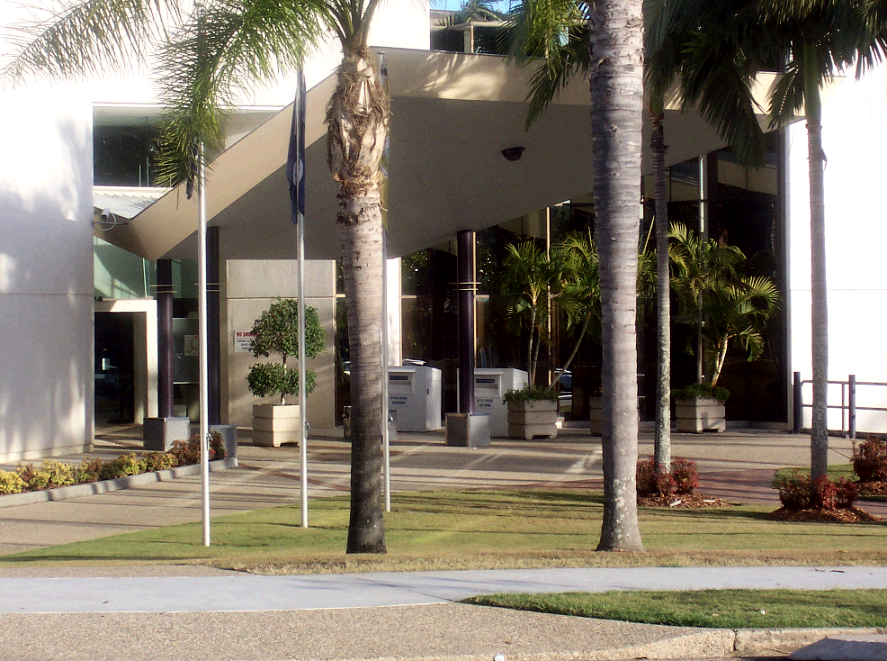
洛根市政府與市立圖書館

洛根市政府是澳大利亞昆士蘭州東南部、統轄著洛根市的地方政府，地緣南北分別與布里斯本和黃金海岸接壤。人口排名上，洛根市是州內排名第3大城；地緣上，與西斯寧緣和紅土也有接連。

## 行政改革
昆士蘭州的行政區域改制前，各地皆於2008年3月15日舉辦地方首長與民意代表的改選。洛根市方面因《行政改革報告》指出，變革有助於提昇經濟、交通、基礎建設效益，提高財務效率和打破地理隔閡而新納進市民78,400人。文件中，原本提議洛根市與紅土市合併，惟由於兩地交通聯結不便、地方反對及社區對此缺乏認同，遂終止此議。 

## 社會經濟
洛根市的轄區：Springwood、Rochedale South、Underwood、Daisy Hill、Shailer Park、Cornubia與Forestdale的居民多是中產階級。Woodridge、Logan Central、Kingston、Loganlea的屋況則因較上述7區簡樸而被視為勞動階級居多；後者初期於建築完工後，租賃或以租售分期付款等方式予住戶，惟至今日已發展為「居者擁其屋」。
洛根市的工業區集中於Woodridge區之北部和東部。商業區則集中於Springwood區和Daisy Hill區的西部；團聚在洛根路（Logan Road）、太平洋高速公路（Pacific Highway ）和金士頓路（Kingston Road）的三角地段上，延伸至坎普頓路（Compton Road）。

## 外部連結
- 洛根市政府官方網站

27°38′21″S 153°06′34″E / 27.63917°S 153.10944°E